# Sant Sava
|  | No s'ha de confondre amb Saba el Got o Sava Sedmotxislenik. |

Sant Sava (1175 o 1176 - 14 de gener de 1235 o 1236), fou el primer arquebisbe de Sèrbia (1219-1233), i el sant més important de l'Església Ortodoxa Sèrbia, de la que se'n considera el fundador. Originalment fou el príncep Rastko Nemanjitx, fill d'Esteve Nemanja, governant i fundador de l'estat medieval serbi, germà d'Esteve el Primocoronat, primer rei de Sèrbia, i oncle del bisbe sant Sava II de Sèrbia. Després de la seva mort a Veliko Tarnovo el 1236, fou proclamat sant i esdevingué símbol de la identitat sèrbia. Dos segles més tard, el gran visir otomà Koca Sinan Paixà castigà la revolta sèrbia de Banat, el 1594, ordenant el trasllat de les relíquies de Sant Sava que es guardaven al Monestir de Mileševa fins a Belgrad, on foren cremades al turó de Vracar el 27 d'abril d'aquell mateix any. En el seu honor està consagrada la Catedral de Sant Sava, el temple ortodox de l'est més gran al món, situat a Belgrad, la capital de Sèrbia.

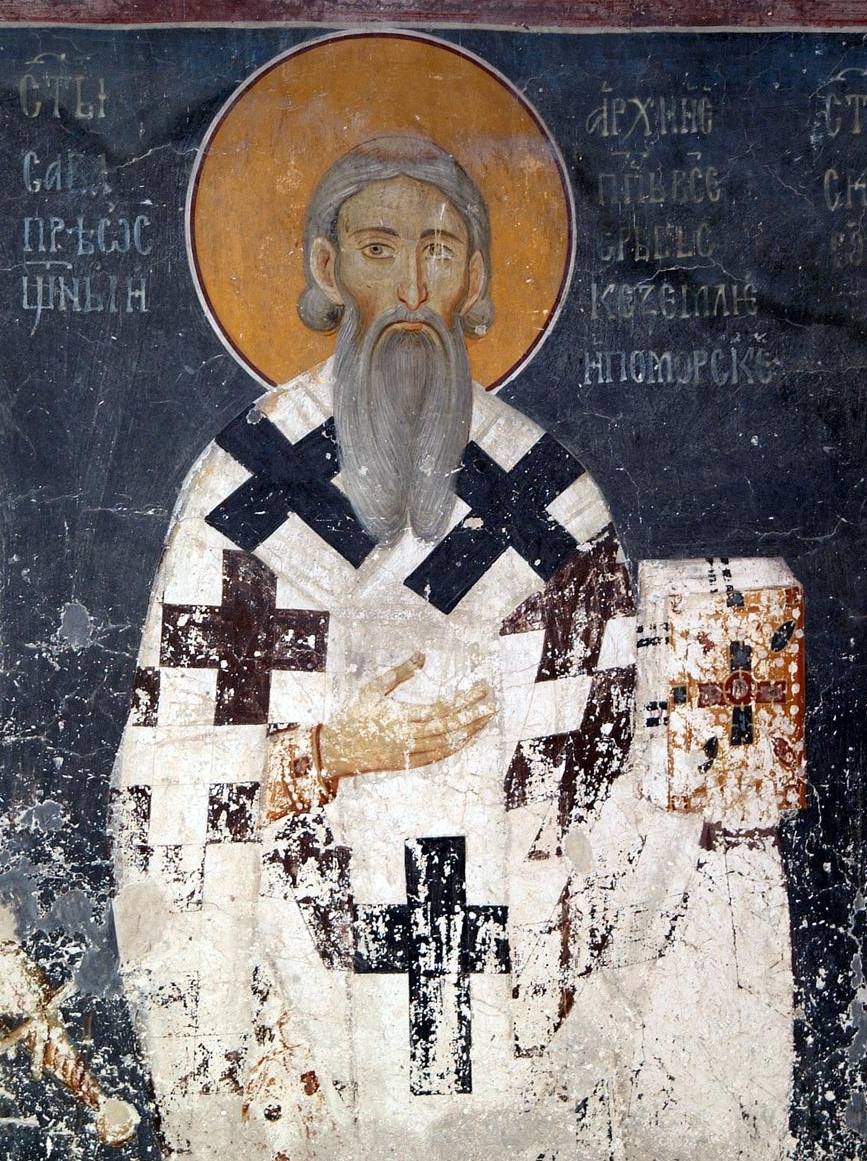
Fresc del s. XIII (Studenica, Sèrbia)
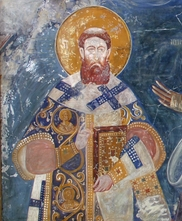
Fresc del s. XIV (Prizren, Sèrbia)
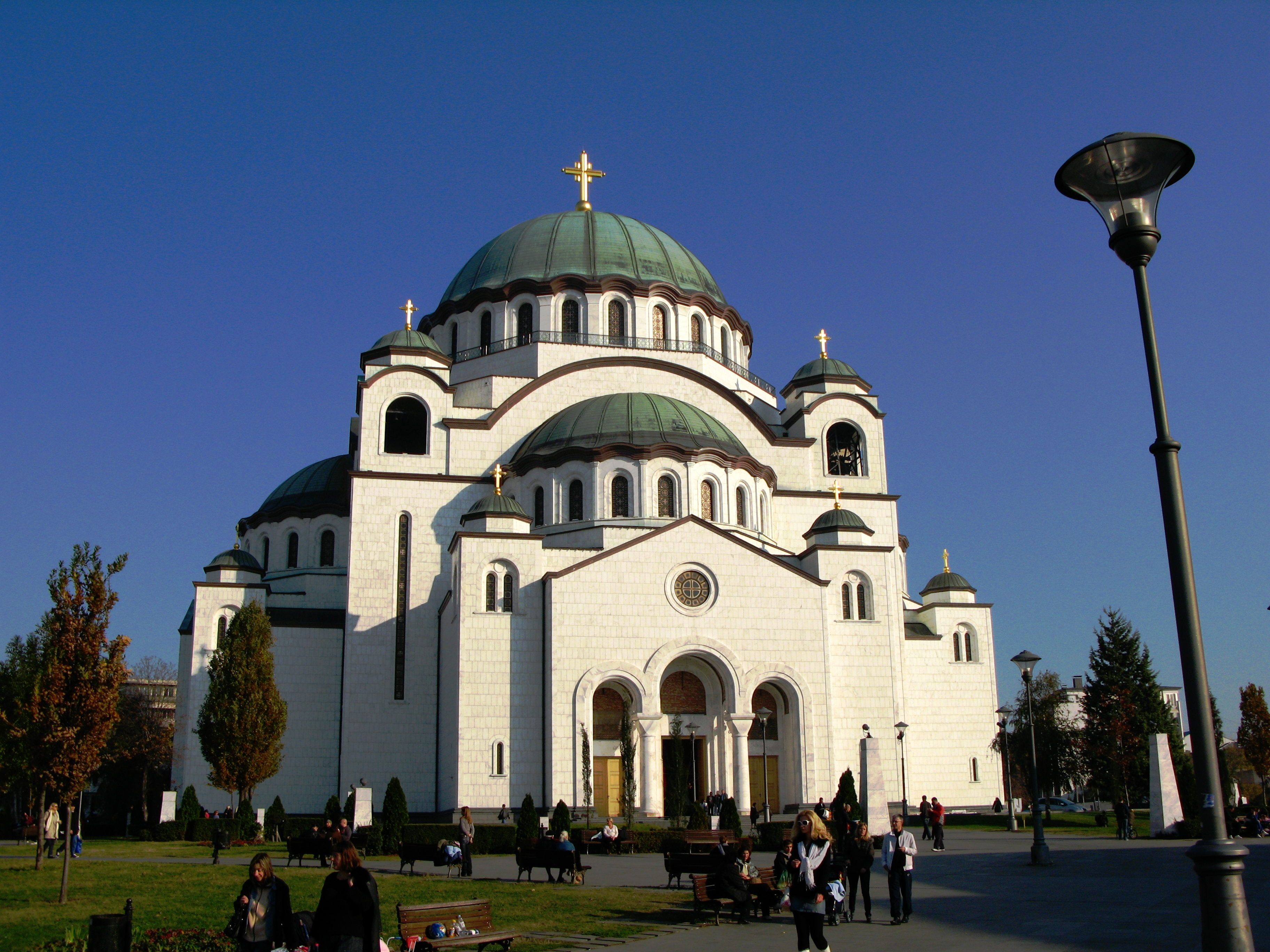
Catedral de Sant Sava (Belgrad), construïda sobre el lloc on es van cremar les restes del sant